# 쭌이 회의

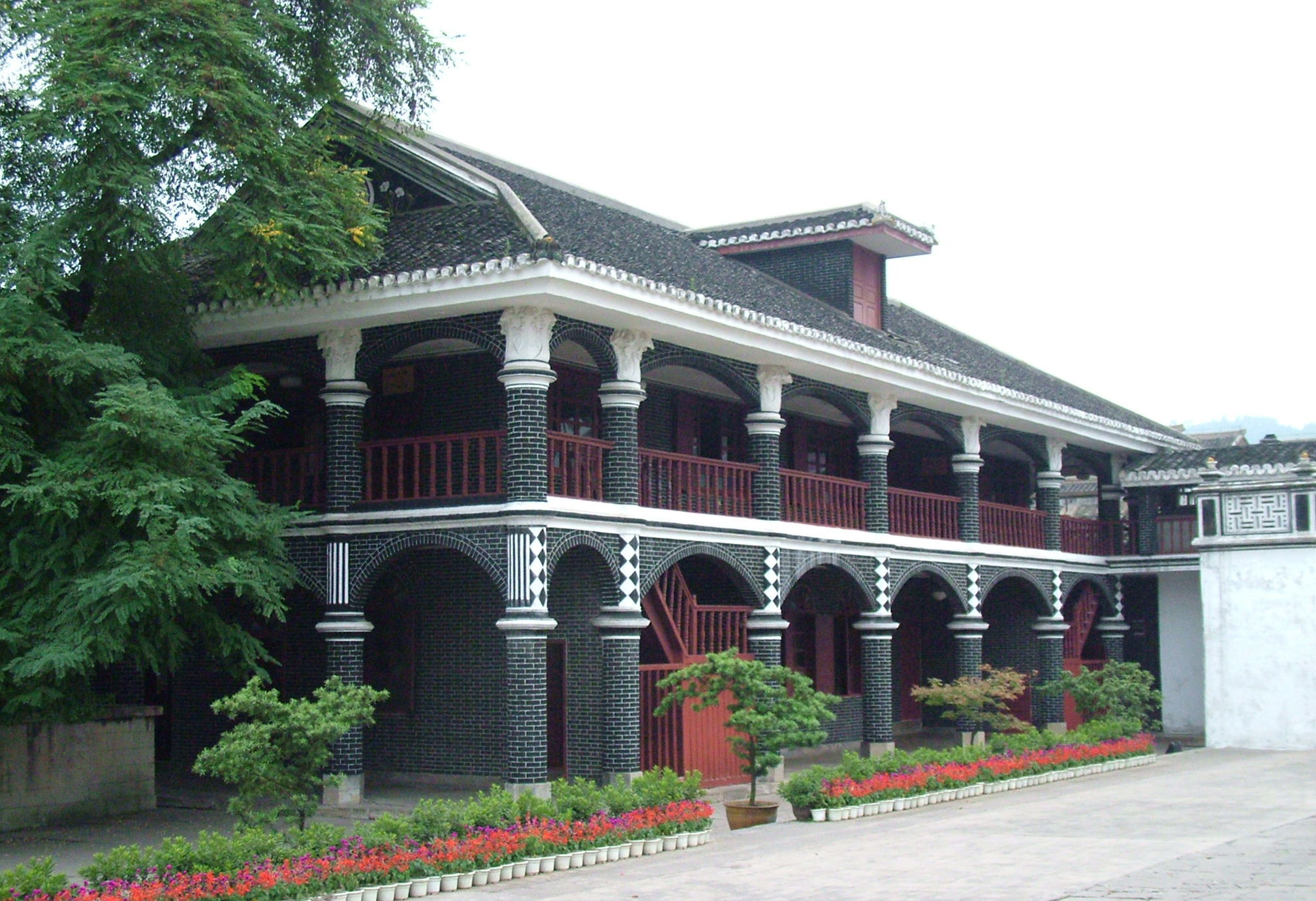

쭌이 회의(遵義会議)는 1935년 1월 중국 구이저우성 북부의 도시 쭌이에서 열린 중국 공산당 중앙정치국 회의를 말한다. 장제스의 제5차 공산 토벌전에서 패배하여 괴멸직전 도주하던 중국 공산당은 중화소비에트공화국을 출발해서 북서쪽으로 퇴각하는 장정을 단행했는데 이 회의는 장정 도중에 열렸다.
이 회의에서 그때까지 중국 공산당 권력의 한축을 담당하던 28인의 볼셰비키 그룹의 보구와 오토 브라운 등 '볼셰비즘 소련식 교조주의'의 혁명 노선이 비판을 받았고 국민당과의 전투에서 실패한 책임을 지게 되었다. 경쟁 세력이자 당초부터 농민을 기반으로 한 유격전술을 주장하던 마오쩌둥이 중화소비에트공화국 정권 중반 이후로 권력을 잡게 되었고 이 쭌이회의를 통해서 권력을 한층 더 공고히 다지면서 당권과 군사 지도권을 전면 장악하고 장정을 이끌게 되었다.
이 회의에서 또한 장정의 목표지역을 서북지역으로 설정하는 결정이 내려졌다.